# Fagonia cretica
Fagonia cretica, deutsch auch Kretische Fagonie genannt, ist eine Pflanzenart aus der Gattung Fagonia und der Familie der Jochblattgewächse (Zygophyllaceae). Sie ist im Mittelmeerraum heimisch und der einzige in Europa vorkommende Vertreter der Gattung.

## Merkmale

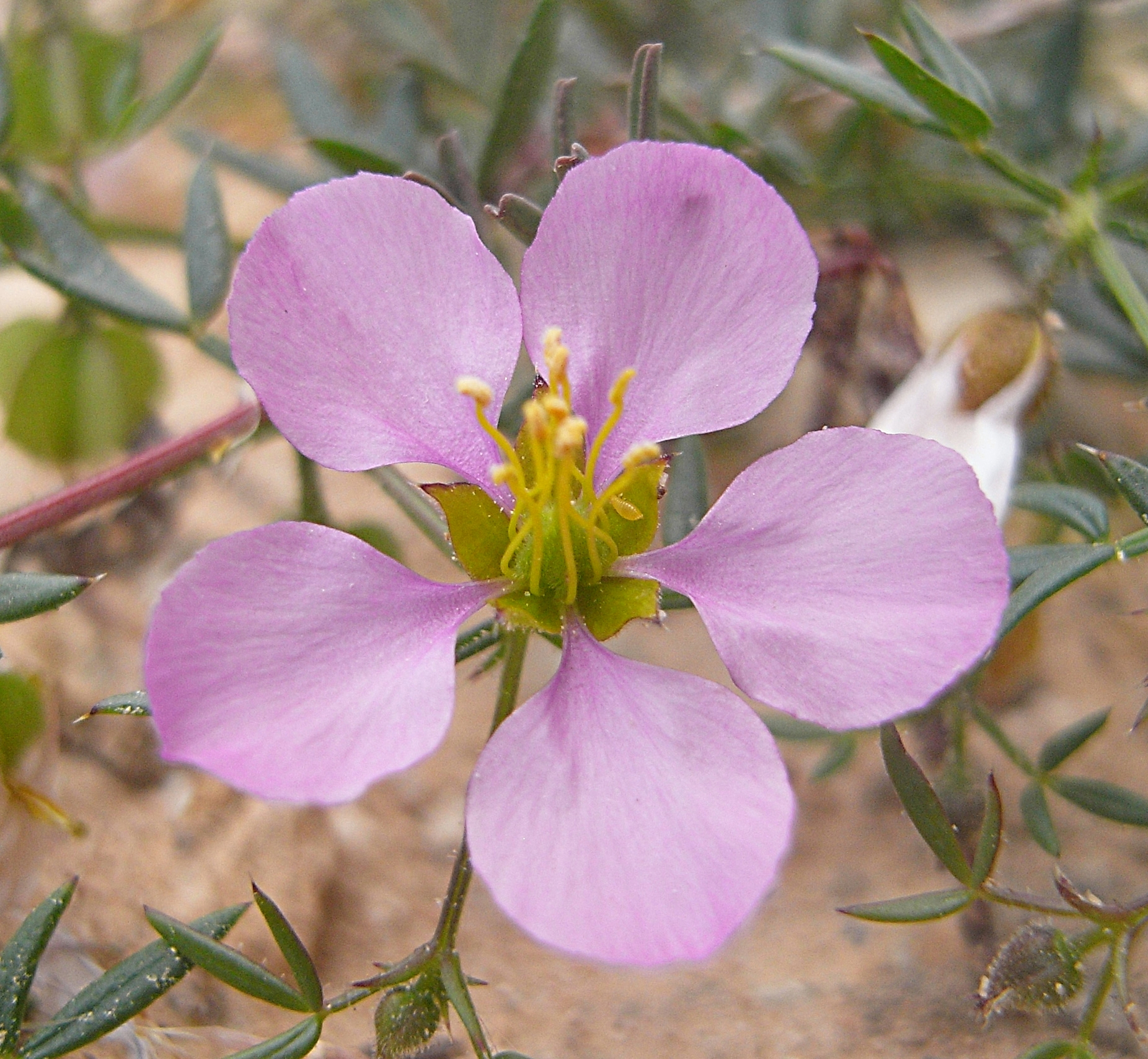
Blüte von Fagonia cretica

Fagonia cretica ist ein ausdauernder Halbstrauch, der Wuchshöhen von 10 bis 40 Zentimeter erreicht. Die Pflanze ist beinahe kahl und niederliegend. Der Stängel ist kantig. Die Blättchen sind 5 bis 15 Millimeter groß, lanzettlich, dornspitzig und mehr oder weniger lederig. Die Blüten stehen einzeln in den Achseln. Die Krone ist purpurn und abfallend. Die Kapsel ist 5 Millimeter groß und scharf fünfkantig. Die Griffel sind 2 bis 4 Millimeter groß.
Die Blütezeit reicht von Februar bis Juni.
Fagonia cretica ist diploid mit einer Chromosomenzahl von 2n = 18.

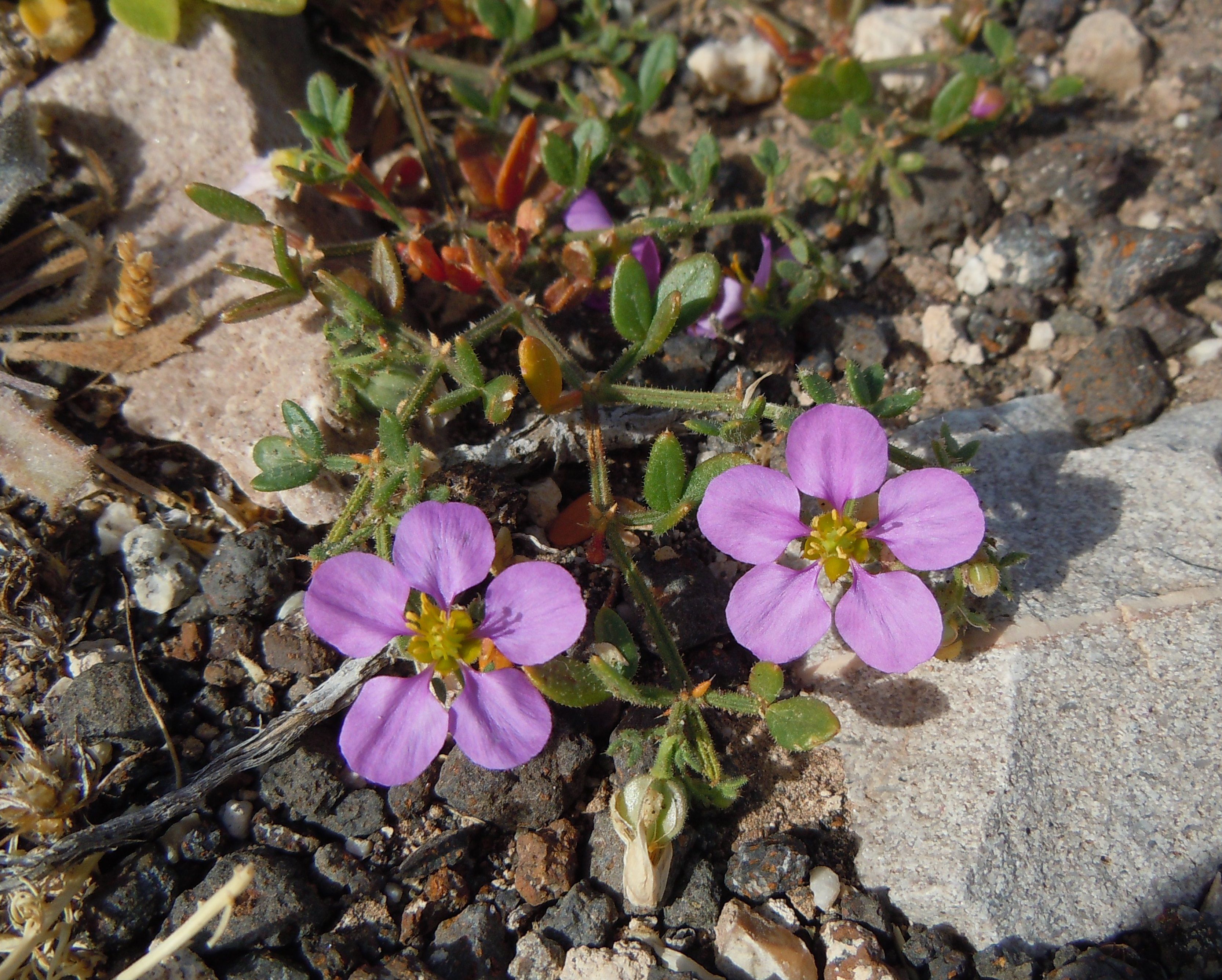
Fagonia cretica auf Lanzarote

## Vorkommen
Fagonia cretica hat seinen Verbreitungsschwerpunkt im südlichen Mittelmeerraum und kommt in allen nordafrikanischen Ländern von Marokko bis Ägypten vor. Sie erreicht Asien auf der Insel Zypern, sie kommt auf der Arabischen Halbinsel und auf Sokotra vor und erreicht Europa im Südosten der Iberischen Halbinsel, auf Mallorca, in Kalabrien, Sizilien und auf Malta sowie auf Kreta und Anafi. Von den atlantischen Inseln besiedelt Fagonia cretica Madeira, die Ilhas Selvagens und alle sieben Kanarischen Inseln und erreicht auf den Kapverdischen Inseln Santo Antão, São Vicente, Sal und Boavista ihre Südgrenze.
Diese Art wächst auf gestörten Flächen ebenso wie in halbnatürlicher, offener Vegetation auf Sand und Kies, manchmal auch auf Gips, Kreide oder auf Salzböden. Ihre Höhenverbreitung reicht in Spanien und Nordafrika von Meereshöhe bis etwa 1100 m.

## Systematik und Entdeckungsgeschichte
Fagonia cretica wurde von Carl von Linné im Jahre 1753 in Species Plantarum, Tomus 1, S. 386 erstveröffentlicht. Sie stellt den Typus der Gattung Fagonia dar. Obwohl sie auf Kreta sehr selten ist, wurde sie dort bereits um 1592 von Giuseppe Casabona gefunden und von dem Illustrator Georg Dyckmann porträtiert.

## Belege
- Ralf Jahn, Peter Schönfelder: Exkursionsflora für Kreta. Mit Beiträgen von Alfred Mayer und Martin Scheuerer. Eugen Ulmer, Stuttgart (Hohenheim) 1995, ISBN 3-8001-3478-0.